# Những cuộc nổi dậy Jacobite
Các cuộc nổi dậy Jacobite được một loạt các cuộc nổi dậy, cuộc bạo loạn, và xung đột ở Anh Quốc và xứ Ireland xảy ra giữa năm 1688 và năm 1746. Các cuộc nổi dậy đã nhằm mục đích đem cựu vương James VII của Scotland và II của Anh, và sau này đem hậu duệ của nhà Stuart, lên lại ngôi báu ba Vương quốc Anh, Scotland và Ireland sau khi ông bị Quốc hội Anh phế truất của trong cuộc Cách mạng Vinh Quang. Cuộc nổi dậy lấy tên từ Jacobus, tên tiếng La Tinh của vua James II.
Đa số các cuộc nổi dậy đều bị Chính phủ Anh gọi là những cuộc nổi loạn Jacobite. Cuộc nổi dậy đầu tiên xảy ra vào năm 1688 dưới danh nghĩa của vị vua bị phế truất James II và cuộc nổi dậy cuối cùng diễn ra vào năm 1746 dưới sự chỉ huy của cháu trai James là Charles Edward Stuart.